# جغرافیای بلیز
بلیز یک کشور کوچک آمریکای مرکزی است که در ۱۷ ° ۱۵ 'شمال خط استوا و ۸۸ ° ۴۵' غرب نصف‌النهار مبدأ در شبه‌جزیره یوکاتان واقع شده‌است.
جنگلی استوایی بیشتر بلیز را پوشانده‌است. در جنوب بلیز کوه‌های مایا جای دارد. شمال عمدتاً باتلاقی و کم ارتفاع است. رودهای مهم این کشور، هندو، بلیز، و نیو هستند. آب و هوای نیمه استوایی این کشور را بادهای تجارتی معتدل می‌کند. بارندگی سنگین است، ولی فصل خنک از فوریه تا مه است.
بلیز دارای آب و هوایی گرمسیری، گرم و مرطوب است، همچنین بلیز دارای اقلیمی صاف و مسطح، دشت‌های باتلاقی در امتداد ساحل و کوه‌های پست در جنوب است. بلندترین نقطه بلیز، قله دویلز دیلایت نام دارد که با ۱۱۶۰ متر ارتفاع در جنوب بلیز واقع شده‌است، قله ویکتوریا نیز با ۱۱۲۲ متر ارتفاع، دیگر قله مرتفع بلیز به‌شمار می‌رود.
از مهم‌ترین شهرهای بلیز می‌توان به بلیزسیتی ۶۳ هزار نفر، سان ایگناسیو ۲۲ هزار نفر، اورنج واک ۱۶ هزار نفر و دانگریگا ۱۱ هزار نفر اشاره کرد.

## مسائل زیست‌محیطی
موارد محیط زستی تخریب محیط زیست در بلیز شامل جنگل زدایی، آلودگی آب از فاضلاب، پساب صنعتی، رواناب کشاورزی و دفع زباله جامد است.
بلیز عضو پیمان‌نامه‌های کنوانسیون بازل، کنوانسیون تنوع زیستی، کنوانسیون رامسر، سایتس، کنوانسیون پیشگیری از آلودگی دریایی با دفع زباله‌ها و موارد دیگر، کنوانسیون بین‌المللی تنظیم نهنگ، پیمان مونترال، مارپل ۷۸/۷۳، متحد کنوانسیون ملل در مورد قانون دریا، کنوانسیون سازمان ملل برای مبارزه با بیابان زایی و چارچوب پیمان‌نامه سازمان ملل در تغییر اقلیم است.

## تقسیمات کشوری

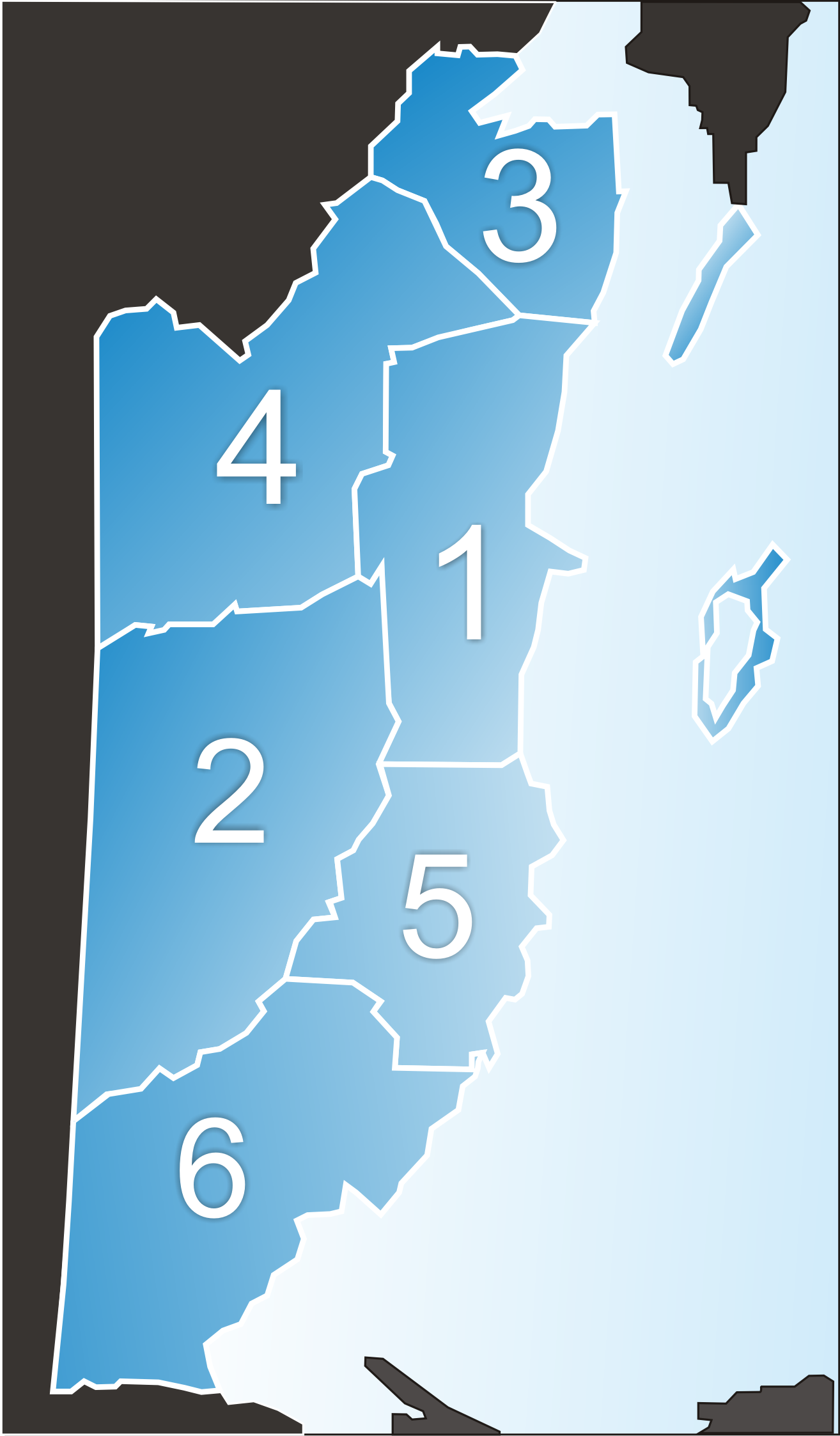
استان‌های بلیز

بلیز به ۶ استان بخش می‌گردد که نام، مساحت و جمعیت آن‌ها در زیر آمده‌است:
1. استان بلیز ۴٬۲۰۴ کیلومتر مربع – ۸۹٬۲۴۷ نفر
2. استان کایو ۵٬۳۳۸ – ۷۳٬۲۰۲
3. استان کوروزال ۱٬۸۶۰ – ۴۰٬۳۲۴
4. استان اورنج واک ۴٬۷۳۷ – ۴۵٬۴۱۹
5. استان استن کریک ۲٬۱۷۶ – ۳۲٬۱۶۶
6. استان تولیدو ۴٬۶۴۹ – ۳۰٬۵۳۸

جمع مساحت و جمعیت ۲۲٬۹۶۴ – ۳۱۲٬۹۷۱